# Jacques de Brizay
Jacques de Brizay (... – Villegongis, metà del XVI secolo) è stato un nobile francese.
Fu duca di Brizay e signore di Villegongis, noto soprattutto per aver fatto costruire nell'omonimo luogo il Castello di Villegongis: in stile rinascimentale con alcune decorazioni gotiche.